# Sickan Carlsson
Sickan Carlsson (12. august 1915 i Stockholm – 2. november 2011 i Stockholm) var en svensk skuespillerinde. Carlsson spillede med i 49 svenske film mellem 1932 og 1979.

## Filmografi
- 1935 – Smålänningar
- 1937 – Flaadens glade Gutter
- 1937 – O, en så'n natt!
- 1939 – Landstormens lille Lotte
- 1941 – Landstormens lille Havgasse
- 1942 – Löjtnantshjärtan
- 1942 – Flickan i fönstret mitt emot
- 1944 – Den grønne Elevator
- 1946 – Det glada kalaset
- 1950 – Min syster och jag
- 1954 – Dans på rosor
- 1955 – Älskling på vågen
- 1956 – Den syvende himmel
- 1957 – Med glorian på sned
- 1958 – Du är mitt äventyr
- 1959 – Frøken Chic
- 1961 – Lustgården
- 1965 – Niklasons (TV)
- 1979 – Charlotte Löwensköld
- 1983 – Öbergs på Lillöga (TV)